# 1 500 mètres féminin aux Jeux olympiques d'été de 1984 (athlétisme)
Pour un article plus général, voir Athlétisme aux Jeux olympiques d'été de 1984.
Navigation
Moscou 1980 Séoul 1988
L'épreuve du 1 500 mètres féminin aux Jeux olympiques de 1984 s'est déroulée du 9 au 11 août 1984 au Memorial Coliseum de Los Angeles, aux  États-Unis. Elle est remportée par l'Italienne Gabriella Dorio.

## Résultats

### Finale
| Rang               | Athlète                | Pays                 | Temps         | Notes |
| ------------------ | ---------------------- | -------------------- | ------------- | ----- |
| Médaille d'or      | Gabriella Dorio        | Italie               | 4 min 03 s 25 |       |
| Médaille d'argent  | Doina Melinte          | Roumanie             | 4 min 03 s 76 |       |
| Médaille de bronze | Maricica Puica         | Roumanie             | 4 min 04 s 15 |       |
| 4                  | Roswitha Gerdes (en)   | Allemagne de l'Ouest | 4 min 04 s 41 |       |
| 5                  | Christine Benning (en) | Grande-Bretagne      | 4 min 04 s 70 |       |
| 6                  | Christina Boxer (en)   | Grande-Bretagne      | 4 min 05 s 53 |       |
| 7                  | Brit McRoberts         | Canada               | 4 min 05 s 98 |       |
| 8                  | Ruth Wysocki           | États-Unis           | 4 min 08 s 92 |       |
| 9                  | Fiţa Lovin             | Roumanie             | 4 min 09 s 11 |       |
| 10                 | Debbie Scott           | Canada               | 4 min 10 s 41 |       |
| 11                 | Lynne MacDougall (en)  | Grande-Bretagne      | 4 min 10 s 58 |       |
| 12                 | Elly van Hulst         | Pays-Bas             | 4 min 11 s 58 |       |

## Légende
Records et Performances
- AR : Record continental (area record)
- CR : Record des championnats (championship record)
- MR : Record du meeting (meet record)
- NR : Record national (national record)
- OR : Record olympique (olympic record)
- PR : Record paralympique (paralympic record)
- PB : Record personnel (personal best)
- SB : Meilleure performance personnelle de la saison (season's best)
- WL : Meilleure performance mondiale de l'année (world leader)
- WJR : Record du monde junior (world junior record)
- WR : Record du monde (world record)

Circonstances et Conditions
- DNF : N'a pas terminé (did not finish)
- DNS : N'a pas pris le départ (did not start)
- DQ : Disqualification (disqualification)
- NM : Aucun essai valable enregistré (No Mark)
- Q : Qualifié « directement » au prochain tour (ou à la prochaine compétition), lors d'une compétition majeure, grâce au classement ou à la réalisation des minima (automatic qualifier)
- q : Qualifié au prochain tour (ou à la prochaine compétition), lors d'une compétition majeure, grâce au repêchage ou à la réalisation de l'une des meilleures performances parmi celles des « non qualifiés directement » (grâce au meilleur temps ou à la meilleure distance par exemple) (secondary qualifier)